# Biserica „Sf. Gheorghe” din Petru Vodă
Biserica „Sf. Gheorghe” din Petru Vodă este un ansamblu de monumente istorice aflat pe teritoriul satului Petru Vodă, comuna Poiana Teiului.
Inscripție pe un clopot: Acest clopot din sastu Largu cu hramul S(fân)tu Gheorghi. En(ei) Gavri(il), Mariia, 1839.

Ansamblul este format din următoarele monumente:
- Biserica „Sf. Gheorghe” (cod LMI NT-II-m-B-10638.01)
- Turn clopotniță de lemn (cod LMI NT-II-m-B-10638.02)